# Manganometrie
Manganometrie patří mezi titrace založené na oxidačně redukčních reakcích. Titračním činidlem je oxidovadlo, řadí se tedy do skupiny titrací oxidimetrických. Jsou založeny na oxidačních vlastnostech manganistanu draselného jak v kyselém, tak v neutrálním prostředí (příp. i alkalickém).

## Princip titrace
Titrace se zpravidla provádí v silně kyselém prostředí kyseliny sírové, kyseliny s redukčními účinky (HCl, CH3COOH, ale i HNO3) by navyšovaly spotřebu odměrného roztoku (u HCl by došlo k oxidaci na chlor, kys. octové na oxid uhličitý a u kys. dusičné na redukci na NOx). Při stanovení působí manganistan jako velmi silné oxidovadlo, přičemž se redukuje na ionty manganaté podle rovnice:
MnO4− + 8 H+ + 5 e− → Mn2+ + 4 H2O
Výhodou manganometrických titrací je skutečnost, že díky intenzivnímu fialovému zabarvení roztoků KMnO4 není potřeba indikátor. První nadbytečná kapka titrantu se po dosažení bodu ekvivalence projeví růžovým zbarvením titrovaného roztoku. S barevností koncentrovanějších odměrných roztoků manganistanu je spojena ještě jedna zvláštnost. Při odečítání spotřeby v byretě se odečítá horní meniskus, spodní totiž kvůli intenzivnímu zbarvení činidla nelze odečítat.

## Základní látky
Jako základní látky se pro standardizaci roztoků KMnO4 používají dihydrát kyseliny šťavelové (COOH)2·2H2O, šťavelany sodné nebo draselné Na2C2O4, K2C2O4, oxid arsenitý As2O3 a hexahydrát síranu amono-železnatého
(NH4)2Fe(SO4)2·6H2O (Mohrova sůl) nebo zelená skalice, heptahydrát síranu železnatého FeSO4.7H2O.

## Příklady stanovení

### Železnaté soli
5 Fe2+ + MnO -
4  + 8H+ → Mn2+ + 5 Fe3+ + 4H2O
V případě přítomnosti chloridových iontů se přidává tzv. Reinhardtův–Zimmermannův roztok, aby nedocházelo k oxidaci chloridů na chlor, což by navyšovalo spotřebu. Titraci se provádí za studena v prostředí kyseliny sírové.

### Železité soli
Stanovuje se po předchozí redukci na Fe2+ SnCl2. Nadbytek SnCl2 se eliminuje nasyceným roztokem chloridu rtuťnatého.
2 Fe3+ + Sn2+ → 2Fe2+ + Sn4+
Dále se stanovuje jako Fe2+ soli.

### Železnaté a železité soli vedle sebe
Kombinací dvou předchozích metod se napřed stanoví Fe2+, poté celkové železo po redukci železitých iontů na železnaté.

### Dusitany
5 NO2− + 2 MnO -
4  + 6H+ → 5 NO -
3  + 2Mn2+ + 3H2O
Po okyselení dusitanu kyselinou sírovou by došlo k rozkladu dusitanu na oxidy dusíku, proto se stanovuje obrácenou titrací, kdy se známý objem manganistanu titruje vzorkem dusitanu.

### Peroxid vodíku
5 H2O2 + 2 MnO -
4  + 6H+ → 5 O2 + 2 Mn2+ + 8 H2O

### Vápník (stroncium, nikl, kadmium, měď, mangan aj.) nepřímo
Ze vzorku se šťavelanem amonným vysráží příslušný šťavelan. Ten se po filtraci rozloží kyselinou sírovou a uvolněná kyselina šťavelová se titruje odměrným roztokem manganistanu draselného v prostředí kyseliny sírové.
Ca2+ + C2O42− → CaC2O4
CaC2O4 + H2SO4 → CaSO4 + H2C2O4
5 C2O42− + 2 MnO -
4  + 16 H+ → 10CO2 + 2 Mn2+ + 8 H2O

### Organické látky
Manganometrie se ke stanovení chemické spotřeby kyslíku ve vodách (CHSK) používá dnes už zřídka, manganometrii v tomto skvěle nahrazuje bichromatometrické stanovení. Manganometricky však lze celkem spolehlivě stanovit řadu organických látek.
5 HCOOH + 2 MnO -
4  + 6 H+ → 5 CO2 + 2 Mn2+ + 8 H2O
5 CH3OH + 6 MnO -
4  + 18 H+ → 5 CO2 + 6 Mn2+ + 19 H2O